# De Witt (Illinois)
DeWitt és una població dels Estats Units a l'estat d'Illinois. Segons el cens del 2000 tenia 188 habitants.

## Demografia
Segons el cens del 2000, DeWitt tenia 188 habitants, 76 habitatges, i 58 famílies. La densitat de població era de 290,3 habitants/km².
Dels 76 habitatges en un 25% hi vivien nens de menys de 18 anys, en un 64,5% hi vivien parelles casades, en un 10,5% dones solteres, i en un 22,4% no eren unitats familiars. En el 18,4% dels habitatges hi vivien persones soles el 7,9% de les quals corresponia a persones de 65 anys o més que vivien soles. El nombre mitjà de persones vivint en cada habitatge era de 2,47 i el nombre mitjà de persones que vivien en cada família era de 2,83.
Per edats la població es repartia de la següent manera: un 21,3% tenia menys de 18 anys, un 4,3% entre 18 i 24, un 25% entre 25 i 44, un 31,9% de 45 a 60 i un 17,6% 65 anys o més.
L'edat mediana era de 45 anys. Per cada 100 dones de 18 o més anys hi havia 97,3 homes.
La renda mediana per habitatge era de 41.250 $ i la renda mediana per família de 42.813 $. Els homes tenien una renda mediana de 44.167 $ mentre que les dones 18.500 $. La renda per capita de la població era de 18.552 $. Cap de les famílies i l'1,1% de la població estaven per davall del llindar de pobresa.

## Poblacions més properes
El següent diagrama mostra les poblacions més properes.